# Comic Beam
Comic Beam (コミックビーム?) es una revista japonesa de manga seinen publicada por Enterbrain de manera mensual desde noviembre de 1995. En 2006 tenía una circulación de 25,000 ejemplares. Los mangas populares serializados en Comic Beam incluyen a:
- Emma de Kaoru Mori, que trata de una historia de amor entre una sirvienta y hombre aritocrático en la Inglaterra Victoriana. Emma fue adaptada a una serie de anime y traducida a virios idiomas.
- Koi no Mon, que gira en torno de un grupo de otakus, sus vidas y sus relaciones amorosas. La comedia de Hanyu-new fue adaptada a una película en 2004.
- Hōrō Musuko, escrita por Takako Shimura, que trata sobre dos niños, Shuuichi Nitori y Yoshino Takatsuki, quienes desearían pertenecer al sexo opuesto. Hōrō Musuko fue adaptada al anime en 2011.

Comic Beam es considerada una revista de manga "alternativa" en la industria de publicaciones japonesas, donde su tiraje de 25,000 ejemplares es menos del 1% de otras revistas de manga más populares como Weekly Shōnen Jump. Su pequeño pero leal grupo de lectores consiste, principalmente, de grandes amantes de manga y estudiantes de arte.

## Títulos serializados
- Tsuki no Hikari (月の光?) por Marginal y Syuji Takeya
- Bambi y su pistola rosa (バンビ Banbi?) por Atsushi Kaneko
- Desert Punk (砂ぼうず Sunabōzu?) por Usune Masatoshi
- Emma (エマ Ema?) por Kaoru Mori
- Fancy Gigolo Peru (ファンシージゴロ▼ペル?) por Junko Mizuno
- Ibara no Ō (いばらの王?) por Yuji Iwahara
- Shōnen Shōjo (少年少女?) por Satoshi Fukushima
- Soil (ソイル?) por Atsushi Kaneko
- Hōrō Musuko (放浪息子?) por Takako Shimura
- Yajikita in Deep (弥次喜多 in DEEP?) por Kotobuki Shiriagari
- Thermae Romae (テルマエ・ロマエ Terumae Romae?) por Mari Yamazaki